# فرودگاه صحرایی اینخنیو کیسکیا
فرودگاه صحرایی اینخنیو کیسکیا (به انگلیسی: Ingenio Quisqueya Field) یک فرودگاه است که یک باند فرود آسفالت دارد و طول باند آن ۱۵۵ متر است. این فرودگاه در کشور جمهوری دومینیکن قرار دارد و در ارتفاع ۳۹ متری از سطح دریا واقع شده‌است.